# لويس بي. ماير
لويس بيرت ماير ((بالروسية: Лазарь Меир)‏) (ولد 12 يوليو 1884 - 29 أكتوبر 1957) كان منتج أفلامٍ أمريكي والمؤسس المُشارك لاستديوهات مترو غولدوين ماير سنة 1927. كان ماير ماهرًا في تدريب الممثلين النجوم، بما في ذلك صغار السن، وإدخالهم في مجالات التمثيل المختلفة كالمسرحيات الموسيقيّة والأفلام الكوميدية، الأمر الذي جعل استديوهات مترو غولدوين ماير شهيرةً جدًا. تحت إدارة ماير، أصبحت الاستديوهات أكبر تجمعٍ للكتاب الرائدين والمخرجين والممثلين في هوليوود.

## حياته
اسم ولادته كان لازار مير، وقد ولد في 12 يوليو 1884 لعائلة يهوديّة في مينسك، الإمبراطورية الروسية.

## تأسيس جائزة الأكاديمية
تأسست أكاديمية فنون وعلوم الصور المتحركة (AMPAS) في سنة 1927، وكان هدف ماير من إنشاء الجائزة توحيد فروع صناعة السينما الخمسة، التي تتضمّن الممثلين، والمخرجين، والمُنتجين، والفنّيين، والكُتّاب. علّق ماير على إنشاء الجوائز قائلًا: «لقد وجدت أنّ أفضل طريقةٍ لمعاملة [صنّاع الأفلام] هي بتعليق ميداليّاتٍ عليهم جميعًا ... إذا أعطيتُهم كؤوسًا وجوائزًا فإنهم سيقتلون أنفسهم لأجل إنتاج ما أُريد. لهذا السبب أُنشئت جائزة الأكاديمية». طلب ماير من سيدريك جيبونز، المخرج الفنّي لمترو غولدوين ماير، تصميم تمثال جائزة الأكاديمية.

## وفاته
توفي ماير بسبب مرض ابيضاض الدم في 29 أكتوبر 1957.

## وصلات خارجية
- لويس بي. ماير على موقع IMDb (الإنجليزية)
- لويس بي. ماير على موقع الموسوعة البريطانية (الإنجليزية)
- لويس بي. ماير على موقع مونزينجر (الألمانية)
- لويس بي. ماير على موقع ميوزك برينز (الإنجليزية)
- لويس بي. ماير على موقع تيرنر كلاسيك موفيز (الإنجليزية)
- لويس بي. ماير على موقع أول موفي (الإنجليزية)
- لويس بي. ماير على موقع إن إن دي بي (الإنجليزية)
- لويس بي. ماير على موقع قاعدة بيانات الفيلم (الإنجليزية)